# 長谷川芳明
長谷川芳明（1984年10月21日—）是日本的男性聲優、演員、旁白。出身於東京都。Across Entertainment所屬。血型A型。

## 人物
看過電影《踩到地雷的話，就永別吧》決定進入舞台演員的養成所就讀，並開始從事演員工作，成為自由身後經由朋友介紹進入Across Entertainment，從2010年開始從事聲優工作。

## 演出作品
※粗體字為主要角色。

### 電視動畫
2011年
- 灼眼的夏娜III -Final-（「殊寵之鼓」特拉洛克）

2012年
- 一起一起這裡那裡（男學生A）
- 其中1個是妹妹！（男學生B）

2013年
- 初音島III（男）

2014年
- 鬼燈的冷徹（烏天狗、蜂巢、新卒、禊萩、獄卒）
- 農林（學生）
- 魔法少女大戰（路人父）
- 幕末Rock
- GUNDAM G之復國運動（職員、鸞）
- 巴哈姆特之怒 GENESIS（騎士）
- 大圖書館的牧羊人（客）

2015年
- The Rolling Girls（健、小偷、愛知炸蝦飯糰團員、大伴組員、村人、胖子、指導員）
- 歌之王子殿下♪ 真愛革命（記者）
- 決鬥大師VSR（兵士A、不良B、觀眾）
- 青春×機關槍（警官）
- 一拳超人（英雄協會職員、水銀螳螂、桃源團團員、睫毛、席芭芭瓦的隨從、噴射好小子、飛行員、記者、乘組員）

2016年
- 卡片戰鬥先導者G 齒輪危機篇（江西覺）
- 決鬥大師VSR（禁斷C瑪莫、紅色玫瑰）
- 迷家（美影響[4]、男）
- HUNDRED百武裝戰記（如月隼人[5]）
- 卡片戰鬥先導者G 超越之門篇（江西覺）
- B-PROJECT～鼓動＊Ambitious～（工作人員A）
- 卡片戰鬥先導者G NEXT（江西覺）
- 3月的獅子（棋士）

2017年
- 鎖鏈戰記～赫克瑟塔斯之光～（愛因斯羅特）
- ACCA13區監察課（法爾科、法瑪斯支部駐在員、斯維茨支部局員、播報、區民、觀眾）
- 王室教師海涅（王室教師、執事、男性客、大學內的男性）
- 巴哈姆特之怒 VIRGIN SOUL（漆黑兵、士兵）
- 狂賭之淵（男學生）
- 歡迎來到實力至上主義的教室（小宮叶吾）
- 地獄少女 宵伽（秋山真一郎）
- 奇諾之旅 -the Beautiful World- the Animated Series（士兵B）
- 鬼燈的冷徹 第貳期（蜂巢、坏狸猫、家臣、同僚、獄卒、禊萩、奪魂鬼、小紅、亡者）
- 魔法使的新娘（助手、賈斯帕、住民、村人）

2018年
- 魔法使的新娘（妖精、餐廳的客人、妖怪、约瑟夫的村鄰）
- DEVILSLINE 惡魔戰線（電視播報、刑事）
- 鬼燈的冷徹 第貳期 其之貳（是我是我詐欺、男性工作人員、奪魂鬼、烏天狗、亡者、狐、男客、鮫、海鞘、獄卒、鴞鸚鵡）
- 邪神與廚二病少女（警官B）
- 付喪神出租中（源義經）

2019年
- 不吉波普不笑（安能慎二郎、小丑）
- 荒野的壽飛行隊（米格爾）
- 鬼滅之刃（隱）
- 一拳超人2（睫毛）
- 海盜戰記（男〈逃亡奴隸〉、哈康、阿謝拉特傭兵團員、賈巴薩軍傳令）
- 科學一方通行（研究員）
- 籃球少年王（健的工作夥伴）
- 這個勇者明明超TUEEE卻過度謹慎（負傷的兵士）

2020年
- 夢幻之星Online2 Episode Oracle（ARKS）
- number24（社員）
- 籃球少年王（北住社員）
- 按鍵發明 PIKACHIN-KIT（モデラーの人）
- 格萊普尼爾（虻川）
- 白貓Project ZERO CHRONICLE（白之騎士A）
- 大欺詐師（男）
- 憂国的莫里亞蒂（勞動者A）

2021年
- EDENS ZERO 伊甸星原（ニパの子分）
- 憂国的莫里亞蒂（哈利）
- 漂流少年（蝙蝠前輩）
- 橘色榮耀！（佐藤想[6]）

2022年
- 契約之吻（三上徹也[7]）
- VAZZROCK THE ANIMATION（久慈川悠人）

### OVA
2015年
- 學園帥哥 The Animation（審判）

2016年
- 魔法使的新娘 等待繁星之人（少女的父親）※單行本第6卷附動畫DVD特裝版

### 網路動畫
2015年
- NINJA SLAYER忍者殺手（奈良木）

### 遊戲
2012年
- 跨界計畫（寶物、加圖索、殭屍〈紅〉）

2015年
- 魔法氣泡（惡魔隨從[8]、員嶠[9]）
- 跨界計畫2：BRAVE NEW WORLD（修特魯姆Jr.、烏斯塔納克、烏茲、三角獸、撥釘鉗、Gigamous、亞佩提塔、惡天狗、業天狗、十五、五十五）
- 夢王國與沉睡中的100位王子殿下（阿爾德巴蘭[10]）

### 廣播
- 迷家「納鳴村 村役場廣報課」（音泉：2016年6月30日主持人）

### CD

#### 廣播劇CD
- （客1）
- SolidS 廣播劇CD第2卷「-Two of a kind.-」（攝影師）
- 動態漫畫「虎與狼」（河田）
- HUNDRED百武裝戰記（如月隼人[11]）※第8卷附贈廣播劇CD限定特裝版
- HUNDRED百武裝戰記（如月隼人[12]） ※第10卷附贈廣播劇CD限定特裝版

#### BLCD
- 我與上司的戀愛話語（伊勢崎明[13]）

#### 音樂CD
| 發售日  | 名稱                     | 演唱名義                               | 歌曲名稱           | 商業搭配                            |
| 2016年  | 2016年                   | 2016年                                 | 2016年             | 2016年                              |
| ------- | ------------------------ | -------------------------------------- | ------------------ | ----------------------------------- |
| 9月28日 | 百武裝戰記戰鬥歌曲系列01 | 隼人（長谷川芳明）、弗里茨（羽多野涉） | 「DIAMOND STAR」   | 電視動畫《HUNDRED百武裝戰記》關連曲 |
| 9月28日 | 百武裝戰記戰鬥歌曲系列01 | 隼人（長谷川芳明）、花憐（奧野香耶）   | 「SWEET PRINCESS」 | 電視動畫《HUNDRED百武裝戰記》關連曲 |

### 電視劇
- 東京少女「君之歌（後篇）」（2008年5月、BS-i（現為BS-TBS））※水澤惠麗奈 主演（2008年5月期）
- 週五晚間劇場　帝王（2009年7月〜9月、每日放送、TBS電視台）

## 外部連結
- 事務所公開簡歷 （页面存档备份，存于）（日語）
- 個人BLOG （页面存档备份，存于）（日語）
- 長谷川芳明的X（前Twitter）（日語）